# 韦瓦希奇卡 (佛罗里达州)
韦瓦希奇卡（英語：Wewahitchka），是美国佛罗里达州灣縣下属的一座城市。建立于1959年。面积约为19.3平方公里（约合7.4平方英里）。根据2010年美国人口普查，该市有人口1,981人。论人口在本州排行第285。